# Henry Blackstone Banning
Henry Blackstone Banning (10 novembre 1836 - 10 décembre 1881) est un avocat et un représentant des États-Unis pour l'Ohio pendant trois mandats, ainsi qu'un officier d'infanterie l'armée de l'Union pendant la guerre de Sécession.

## Avant la guerre
Né à Bannings Mill, en Ohio, Banning suit sa scolarité dans le district scolaire de Clinton, au lycée de Mount Vernon (en), et à l'université de Kenyon, à Gambier, Ohio, où il reste une courte période avant de retourner à Mount Vernon pour étudier le droit dans le bureau de Hosmer, Curtis & Devin. Il est admis au barreau (en) en 1857 et commence à pratiquer le droit à Mount Vernon, Ohio.

## Guerre de Sécession
Au déclenchement de la guerre de Sécession, il s'engage en avril 1861 dans l'armée de l'Union en tant que simple soldat. Il est nommé capitaine dans la compagnie B du 4th Ohio Infantry (en), le 5 juin 1861. Il sert en tant que colonel du 87th Ohio Infantry (en) (un régiment de trois mois), du 10 juin au 20 septembre 1862.
Banning quitte le service actif honorablement le 4 octobre 1862. Il se ré-engage et est nommé lieutenant colonel du 125th Ohio Infantry (en) le 1er janvier 1863. Il est transféré au 121st Ohio Infantry le 5 avril 1863, étant promu colonel de ce régiment le 10 novembre 1863. Il prend part aux batailles de Rich Mountain, Romney, Blue Gap, Winchester, Cross Keys, Chickamauga, Buzzard's Roost, Resaca, Rome, Kennesaw Mountain, Dallas, Peachtree Creek, Jonesboro, et Nashville.

## Après la guerre
Il démissionne de l'armée le 21 janvier 1865, pour retourner chez lui en Ohio. Le 16 janvier 1866 (ou 21 février 1866), le président Andrew Johnson nomme Banning pour l'obtention du brevet de brigadier général des volontaires, avec une date de prise de rang au 13 mars 1865, et le Sénat des États-Unis confirme la nomination, le 12 mars 1866 (ou le 26 avril 1866).
Banning sert comme membre de la chambre des Représentants de 1866 à 1867. Il part pour Cincinnati en 1869 et reprend la pratique du droit. Il est élu en tant que républicain libéral lors du quarante-troisième Congrès (en) et en tant que démocrate pendant les quarante-quatrième Congrès (en) et quarante-cinquième Congrès (en), servant du 4 mars 1873 jusqu'au 3 mars 1879. Il sert en tant que président de la commission des affaires militaires lors des quarante-quatrième et quarante-cinquième Congrès.
Il est candidat malheureux pour une réélection en 1878, pour le quarante-sixième (en) Congrès, et à l'élection de 1880, au quarante-septième (en) Congrès. Il retourne ensuite à sa pratique juridique à Cincinnati.
Henry Banning meurt à Cincinnati le 10 décembre 1881. Il est inhumé dans le cimetière de Spring Grove (en). Il est enterré non loin de son beau-frère, ancien général de la guerre de Sécession Byron Kirby.

## Mémoire
Le camp 207, en Ohio, des fils des vétérans de l'Union, est fondé en 1903 et est nommé en honneur et hommage du général Banning. Il est toujours actif à Mount Vernon, Ohio.
Banning a été inscrit sur le panthéon des vétérans de l'Ohio en novembre 2004 par le gouverneur de l'Ohio Bob Taft. Le panthéon reconnaît les Buckeyes qui continuent à contribuer à leur communauté, leur État et la nation après leur service militaire.
En 1868, il épouse Ida Kirby de Cincinnati, et a quatre enfants.